# Bernd Wildermuth
Bernd Wildermuth (* 1957 in Bünde) ist ein deutscher lutherischer Theologe und war bis 2022 Landesjugendpfarrer der Evangelischen Landeskirche in Württemberg.

## Leben
Wildermuth hat nach seinem Abitur 1977 in Tübingen und Göttingen Evangelische Theologie studiert. Von 1998 bis 2001 war er gemeinsam mit seiner Frau im Pfarramt an der Christuskirche in Sindelfingen. Ab 2004 arbeitete er als Projektreferent am Pädagogisch-Theologischen Zentrum der Landeskirche in Stuttgart-Birkach. Sein Arbeitsschwerpunkt war in dieser Zeit die Neuordnung der Konfirmandenarbeit in der Evangelischen Kirche Württembergs. Ab 2005 war er Landesschülerpfarrer im Evangelischen Jugendwerk in Württemberg. Am 29. Juli 2008 wurde er als Nachfolger von Rolf Ulmer zum Landesjugendpfarrer der Evangelischen Landeskirche in Württemberg gewählt, ein Amt, das 1934 in allen Landeskirchen eingeführt wurde. Dieses Amt hatte er bis zu seinem Ruhestand 2022 inne. Bedeutende Vorgänger im Amt des Landesjugendpfarrers sind Helmut Claß (1949–1957) und Theo Sorg (1957–1960). Von November 2014 bis November 2017 war er Vorsitzender der Arbeitsgemeinschaft der Evangelischen Jugend.
Wildermuth hat Artikel für das Biographisch-Bibliographische Kirchenlexikon geschrieben, z. B. über den Schriftsteller Hugo von Hofmannsthal, den Wiener Erzbischof Theodor Innitzer, den Religionsphilosophen William James, den Historiker Johannes Janssen und Justin.

## Privates
Wildermuth ist verheiratet und Vater von Kindern.

## Veröffentlichungen
- Evangelische Predigt, in: Lebendige Seelsorge 50 (1999).
- mit Claudia Hofrichter: Die Bibel in Firmvorbereitung und KonfirmandInnenunterricht, in: Lebendige Seelsorge 52 (2001).
- als Mitherausgeber: Anknüpfen. Praxisideen für die Konfirmandenarbeit, Calwer Verlag, Stuttgart 2005, 2. Aufl. 2013, ISBN 978-3-7668-4250-3.
- als Mitherausgeber: Anknüpfen – meine Konfirmation, Calwer Verlag, Stuttgart 2005, 2. Aufl. 2013, ISBN 978-3-7668-3900-8.
- als Mitautor: Konfi live. (Mehrteiliges Werk) Teil: Pfarrer-in und Team, Zweijähriger Kurs: 16 Einheiten, Vandenhoeck & Ruprecht, Göttingen 2014, ISBN 978-3-525-61507-2.
- Von Gott kommt mir Hilfe. Eine Deutung der Jahreslosung und der Monatssprüche für das Jahr 2015, Calwer Verlag, Stuttgart 2014, ISBN 978-3-7668-4315-9.

Lexikonartikel
- 24 Artikel für das Biographisch-Bibliographische Kirchenlexikon